# Синя дивизия
Синята дивизия (на испански: División Azul; на немски: Blaue Division) или 250-а пехотна дивизия, е военна част от испански доброволци, служещи във Вермахта на нацистка Германия на Източния фронт по време на Втората световна война.

## Произход
Въпреки че испанският диктатор генералисимус Франсиско Франко не вкарва Испания във Втората световна война на страната на Оста, той разрешава на доброволци да се присъединят към германската армия при ясното и единствено условие, че „ще воюват само срещу болшевизма“ на Източния фронт, а не срещу западните Съюзници или населението на друга окупирана страна на запад. По този начин Франко запазва мира със западните Съюзници, докато в същото време се отплаща на Хитлер за поддръжката му през гражданската война. Испанският външен министър Рамон Серано Сюнер прави предложение да се сформира доброволчески корпус и в началото на Операция „Барбароса“ Франко отправя до Берлин официално предложение за помощ. На 24 юни 1941 г. Хитлер одобрява участието на испански доброволци.
През следващите няколко седмици желаещите се тълпят пред наборните пунктове във всички по-големи градове на Испания. Изключително голям брой са доброволците измежду кадетите от офицерското училище в Сарагоса. Първоначално испанското правителство възнамерява да изпрати около 4000 души, но скоро разбира, че има повече от достатъчно желаещи да се сформира цяла дивизия: 18 104 души общо – 2612 офицери и 15 492 войници.
Половината от офицерите и подофицерите са професионални военни, много от тях ветерани от Гражданската война. Други са членове на Фалангата – испанската фашистка партия, трети се чувстват принудени да се присъединят заради връзките си с републиканците в миналото, а някои като Луис Гарсия Берланга, който по-късно става известен режисьор, искат по този начин да помогнат на роднините си в затворите на Франко.
За командир е определен генерал Агустин Муньос Грандес. Поради факта, че войниците не могат да използват униформите на испанската армия, за тях е определена символична униформа, състояща се от червените барети на карлистите, панталоните в цвят каки, носени от испанския Чуждестранен легион и сините ризи на фалангистите, откъдето идва и името Синя дивизия. Тя се използва само докато дивизията потегли от Испания. На бойното поле войниците носят сивозелената униформа на немската армия с герб във формата на щит на горната част на десния ръкав, с думата „España“ и националните цветове на страната.

## Разгръщане и действия

### Германия – организация и обучение на дивизията
На 13 юли 1941 г. първият влак с войници потегля от Мадрид в посока Графенвьор, Бавария, за петседмично обучение. Тук те са зачислени като 250-а немска пехотна дивизия и първоначално са разделени на 4 пехотни полка. По-късно, следвайки стандартния модел на немските сухопътни войски, един от полковете е разделен между другите три, които са именувани на три от испанските градове, откъдето са по-голямата част от доброволците – Барселона, Валенсия и Севиля. Всеки полк има три батальона по 4 роти и две отделни роти. Дивизията има и артилерийски полк, съставен от 4 батальона (3 от тях – със 150 мм оръдия) с по 4 батареи. Доброволците пилоти сформират Синята ескадрила (на испански: Escuadrilla Azul), която използвайки изтребители Месершмит 109 и Фоке-Вулф 190 записва 156 въздушни победи.

### На изток (август – октомври 1941)
След полагането на клетвата на 20 август Синята дивизия е приета на военна служба. Първоначално влиза в състава на група армии „Център“, която има за задача да овладее Москва.
На 28 август дивизията е прехвърлена с влакове до Сувалки в Полша, откъдето трябва да продължи 900 км на марш. Предвидено е пътят ѝ да мине през Гродно и Лида (Беларус), Вилнюс (Литва), Молодечно, Минск и Орша (Беларус) към Смоленск, и оттам към Москва. По пътя за Смоленск на 26 септември испанските доброволци са пренасочени към Витебск, като дивизията влиза в състава на 16-а немска армия от група армии „Север“, която напредва към Ленинград.
Не е ясно защо съединението е принудено да извърви такова разстояние без транспорт.

### Волховски фронт (октомври 1941 – август 1942 г.)
Дивизията е изпратена първо на фронта край река Волхов, като щабквартирата се разполага в Григорово, близо до Новгород. Частите ѝ отговарят за 50 км от фронта, северно и южно от Новгород, по бреговете на река Волхов и езерото Илмен. Вж. карта През декември 1941 г. те вземат участие в битката при Тихвин.

### Ленинград (август 1942 – октомври 1943 г.)
През август 1942 г. дивизията е прехвърлена на югоизточния сектор на блокадата на Ленинград, южно от Нева, близо до градовете Пушкин, Колпино и Красни Бор в района на река Ижора. Вж. карта
Синята дивизия остава край Ленинград до началото на февруари 1943 г., като понася тежки загуби заради студа и сраженията край Мясной Бор със съветската 305-а стрелкова дивизия. Франко изпраща подкрепления – включително подлежащи на военна повинност в допълнение към доброволците. Така чрез ротацията на контингентите близо 45 000 испанци служат на Източния фронт. Доста от тях са наградени и с испански, и с немски военни отличия, като дивизията е единствената, която има собствен медал, утвърден от Хитлер.
След неуспеха на германците при Ленинград ситуацията се променя и повечето немски части са изпратени на юг. По това време за командир на дивизията е назначен генерал Емилио Естебан Инфантес.

## Разформироване на дивизията
В края на краищата Съюзниците и консервативните испански англофили (включително много от служителите на католическата църква) започват да оказват натиск върху Франко да изтегли войниците си от Източния фронт. През пролетта на 1943 г. диктаторът започва преговори и на 10 октомври дава заповед за изтегляне.

### Синият легион
Някои от доброволците отказват да се подчинят. На 3 ноември правителството на Испания заставя всички да се завърнат или ще изгубят испанското си гражданство. Въпреки това броят на тези, които остават, е близо 3000 (повечето фалангисти). Испанци се присъединяват към други немски части, предимно Вафен-СС, а нови доброволци прекосяват границата с окупирана Франция близо до Лурд. Новите прогермански части събирателно са наричани Синия легион (на испански: Legión Azul).
Първоначално повечето испанци влизат в състава на 121-ва пехотна дивизия на Вермахта, но през март 1943 г. дори и на тази малка част е дадена заповед да се завърне и на 21 март е транспортирана до Испания. Останалите доброволци се разпръскват по различни немски бойни съединения.

### До края на войната
Испански взводове служат в 3-та планинска и 357-а пехотна дивизии. Една част е изпратена в Латвия. Две роти влизат в състава на Бранденбургския полк и 121-ва дивизия, разположени в Югославия за борба с партизаните на Йосип Тито.
101-ва испанска рота от СС (на немски: Spanische-Freiwilligen Kompanie der SS 101) от 140 души (5 взвода, един от които щабна охрана) е придадена на 28-а СС дивизия „Валония“ и води боеве в провинциите Померания и Бранденбург. По-късно като част от 11-а СС дивизия „Нордланд“ под командването на хауптщурмфюрера от СС Мигел Ескера тя се сражава в Берлин до последните дни на войната.
Броят на загубите на Синята дивизия (и на последващите ѝ формирования) възлиза на 4954 убити и 8700 ранени. Освен това 372-ма войника от дивизията, Синият легион или доброволци от 101-ва рота са пленени от Червената армия. От тях 286 са държани в плен до 2 април 1954 г., когато се завръщат в Испания на борда на кораба на Червения кръст „Семирамида“.
Големият военен принос на Синята дивизия е непропорционален на нейната сила и материални възможности (оръжия и амуниции). Убедеността и фанатизма на испанските доброволци на Източния фронт не са оставени без награда – на войниците и офицерите на дивизията са връчени 2 Рицарски кръста (единият с дъбови листа), 2 Златни кръста, 138 Железни кръста 1-ва степен, 2359 Железни кръста 2-ра степен и 2216 Кръста за военни заслуги с мечове.

## Наследство
Въпреки че все още е предмет на изучаване, фактът, че много (ако не и повечето) от висшите испански военни през 60-те и 70-те години на 20 век са служили в Синята дивизия със сигурност оказва влияние на ролята и възгледите им по време на прехода към демокрация в Испания в края на 70-те години. Много от генералите, участвали в опита за преврат от 23 февруари 1981 г. или против него, са служили в дивизията през Втората световна война. Между тях са генералите Алфонсо Армада и Хайме дел Бош. Други ветерани като Хосе Луис Арамбуру Топете (през 1981 г. – началник на Националната гвардия Guardia Civil) и Хосе Габейрас остават лоялни на законното демократично правителство и младия крал Хуан Карлос I.

### Кръст на събора „Света София“ в Новгород
През 2004 г. испанското правителство връща кръста на православната църква „Света София“ на град Велики Новгород. Кръстът от главния купол (с метална птица към него) е съборен при една от бомбардировките на града, докато по това време в сградата се е помещавал щабът на Синята дивизия. Реликвата е била отнесена в Испания първо в Бургос, а после във Военно-инженерната академия в Ойо де Мансанарес, близо до Мадрид.